# Stanley Cup 2019
La finale della Stanley Cup 2019 è una serie al meglio delle sette gare che determinerà il campione della National Hockey League per la stagione 2018-19. Questa è la 126ª edizione della Stanley Cup.
Al termine dei playoff i Boston Bruins, campioni della Eastern Conference, sfidarono i St. Louis Blues, vincitori della Western Conference. La serie iniziò il 27 maggio per poi concludersi eventualmente il 12 giugno.

## Serie

### Gara 1
| Boston 27 maggio 2019 | Boston Bruins | 4 – 2 (0:1; 2:1; 2:0) referto | St. Louis Blues | TD Garden |

### Gara 2
| Boston 29 maggio 2019 | Boston Bruins | 2 – 3 (d.t.s.) (2:2; 0:0; 0:0; 0:1) referto | St. Louis Blues | TD Garden |

### Gara 3
| Saint Louis 1 giugno 2019 | St. Louis Blues | 2 – 7 (0:3; 1:2; 1:2) referto | Boston Bruins | Enterprise Center |

### Gara 4
| Saint Louis 3 giugno 2019 | St. Louis Blues | 4 – 2 (2:1; 0:1; 2:0) referto | Boston Bruins | Enterprise Center |

### Gara 5
| Boston 6 giugno 2019 | Boston Bruins | 1 – 2 (0:0; 0:1; 1:1) referto | St. Louis Blues | TD Garden |

### Gara 6
| Saint Louis 9 giugno 2019 | St. Louis Blues | 1 – 5 (0:1; 0:0; 1:4) referto | Boston Bruins | Enterprise Center |

### Gara 7
| Boston 12 giugno 2019 | Boston Bruins | 1 – 4 (0:2; 0:0; 1:2) referto | St. Louis Blues | TD Garden |

## Roster dei vincitori

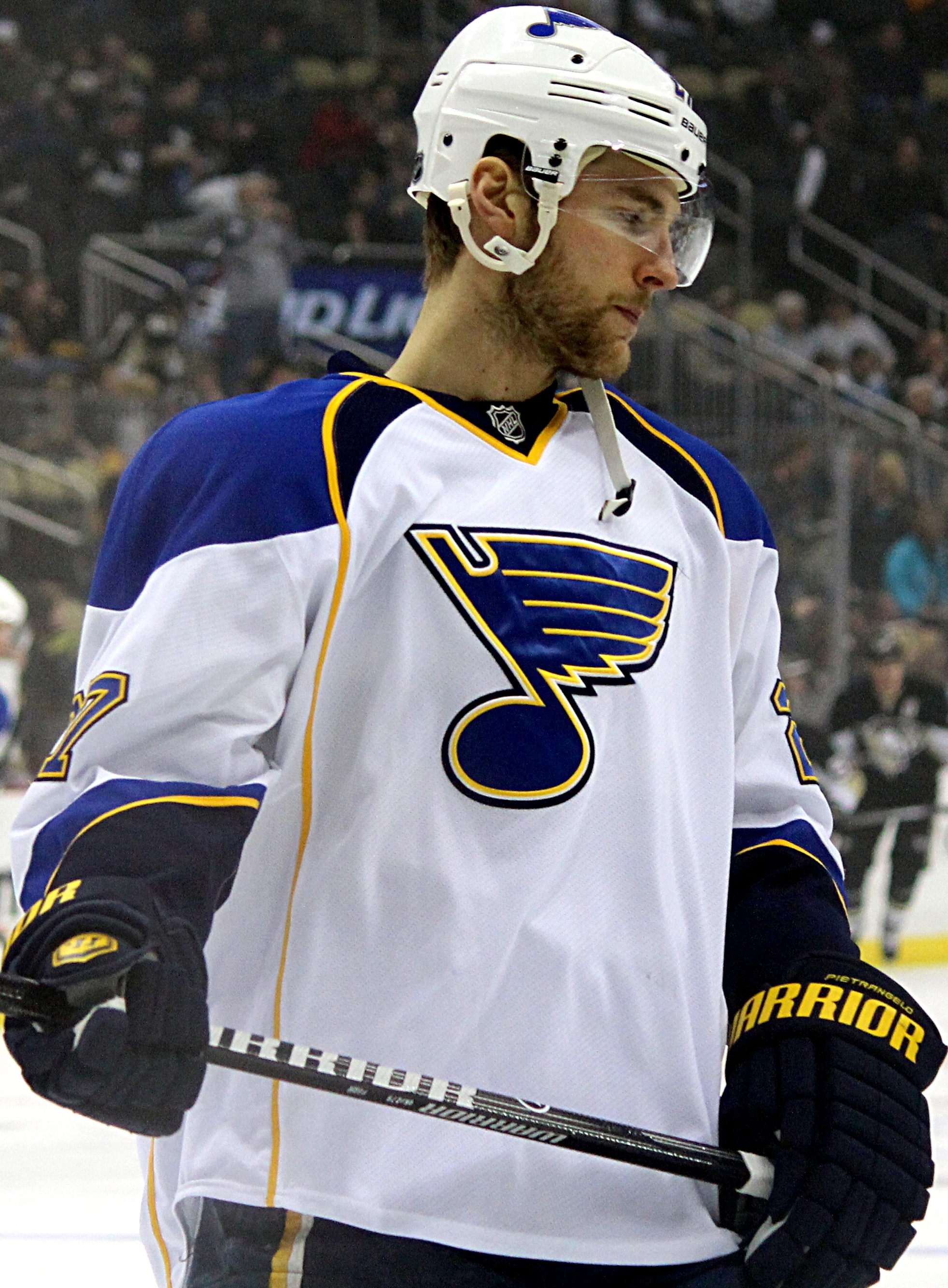
Alex Pietrangelo, primo capitano dei Blues a sollevare la Stanley Cup

| #  | Nazionalità            | Nome                   | Ruolo | Stecca/Presa | Età | In squadra dal | Luogo di nascita             | Finali di Staley Cup |
| -- | ---------------------- | ---------------------- | ----- | ------------ | --- | -------------- | ---------------------------- | -------------------- |
| 34 | Canada (bandiera)      | Jake Allen             | G     | L            | 28  | 2008           | Fredericton, Nuovo Brunswick | 1                    |
| 49 | Russia (bandiera)      | Ivan Barbašev          | C     | L            | 23  | 2014           | Mosca, Russia                | 1                    |
| 50 | Canada (bandiera)      | Jordan Binnington      | G     | L            | 25  | 2011           | Richmond Hill, Ontario       | 1                    |
| 9  | Canada (bandiera)      | Samuel Blais           | LW    | L            | 22  | 2014           | Montmagny, Québec            | 1                    |
| 41 | Canada (bandiera)      | Robert Bortuzzo        | D     | R            | 30  | 2015           | Thunder Bay, Ontario         | 1                    |
| 19 | Canada (bandiera)      | Jay Bouwmeester        | D     | L            | 35  | 2013           | Edmonton, Alberta            | 1                    |
| 21 | Canada (bandiera)      | Tyler Bozak            | C     | R            | 33  | 2018           | Regina, Saskatchewan         | 1                    |
| 29 | Canada (bandiera)      | Vince Dunn             | D     | L            | 22  | 2015           | Peterborough, Ontario        | 1                    |
| 6  | Canada (bandiera)      | Joel Edmundson         | D     | L            | 25  | 2011           | Brandon, Manitoba            | 1                    |
| 15 | Canada (bandiera)      | Robby Fabbri           | C     | L            | 23  | 2014           | Mississauga, Ontario         | 1                    |
| 4  | Svezia (bandiera)      | Carl Gunnarsson        | D     | L            | 32  | 2014           | Örebro, Svezia               | 1                    |
| 7  | Stati Uniti (bandiera) | Patrick Maroon         | LW    | L            | 31  | 2018           | St. Louis, Missouri          | 1                    |
| 90 | Canada (bandiera)      | Ryan O'Reilly          | C     | L            | 28  | 2018           | Clinton, Ontario             | 1                    |
| 55 | Canada (bandiera)      | Colton Parayko         | D     | R            | 26  | 2012           | St. Albert, Alberta          | 1                    |
| 57 | Canada (bandiera)      | David Perron           | LW    | R            | 31  | 2018           | Sherbrooke, Québec           | 2 (2018)             |
| 27 | Canada (bandiera)      | Alex Pietrangelo – C   | D     | R            | 29  | 2008           | King City, Ontario)          | 1                    |
| 12 | Stati Uniti (bandiera) | Zach Sanford           | LW    | L            | 24  | 2017           | Salem, Massachusetts         | 1                    |
| 10 | Canada (bandiera)      | Brayden Schenn         | C     | L            | 27  | 2017           | Saskatoon, Saskatchewan      | 1                    |
| 17 | Canada (bandiera)      | Jaden Schwartz         | LW    | L            | 26  | 2010           | Melfort, Saskatchewan        | 1                    |
| 20 | Svezia (bandiera)      | Alexander Steen – A    | LW    | L            | 35  | 2008           | Winnipeg, Manitoba           | 1                    |
| 70 | Svezia (bandiera)      | Oskar Sundqvist        | C     | R            | 25  | 2017           | Boden, Svezia                | 2 (2016)             |
| 91 | Russia (bandiera)      | Vladimir Tarasenko – A | RW    | L            | 27  | 2010           | Jaroslavl', Russia           | 1                    |
| 18 | Canada (bandiera)      | Robert Thomas          | C     | R            | 19  | 2017           | Aurora, Ontario              | 1                    |